# Machairodontinae
Machairodontinae je vyhynulá podčeleď kočkovitých šelem. Lidově jsou tyto šelmy označovány jako šavlozubí tygři (zastarale i šavlozubí lvi). Označení šavlozubý tygr není z vědeckého hlediska přesné, neboť tygr (Panthera tigris) patří do jiné podčeledi a s členy podčeledi Machairodontinae není blízce příbuzný. Někdy se proto užívá názvu šavlozubá kočka.

## Popis
Ukazuje se také, že "šavlozubost" se u dravých savců a savcovitých plazů vyvinula v průběhu jejich evoluce nezávisle nejméně sedmkrát. Zuby ale mohly být ukryty v tlamě. Pravděpodobně nejznámějším zástupcem podčeledi je rod Smilodon, který žil až do konce poslední doby ledové na území Severní Ameriky. Je možné, že tyto kočkovité šelmy dokázaly vokalizovat (řvát) podobně jako dnešní lvi. To dokazuje stavba některých drobných kůstek v jejich krku. Interpretace fosilních nálezů ukazuje, že šavlozubé kočky se zraněními v ústní dutině preferovaly měkčí a lépe mechanicky zpracovatelnou potravu než jejich nezranění soukmenovci.

## Taxonomické členění

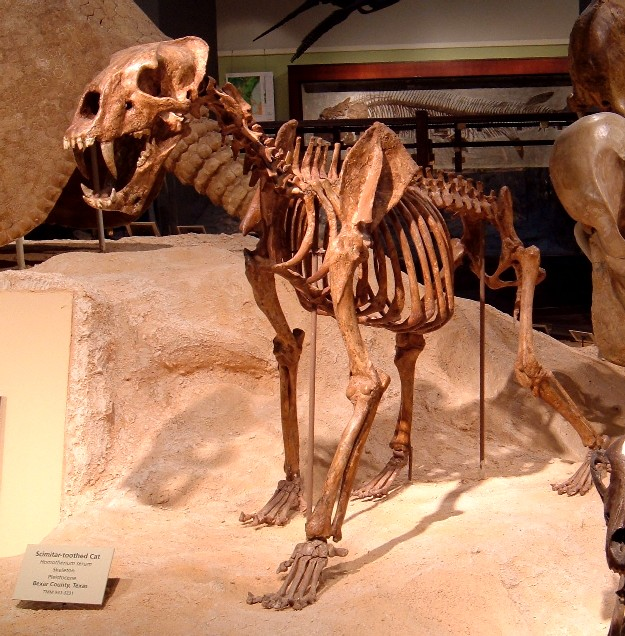
Kostra Homotheria

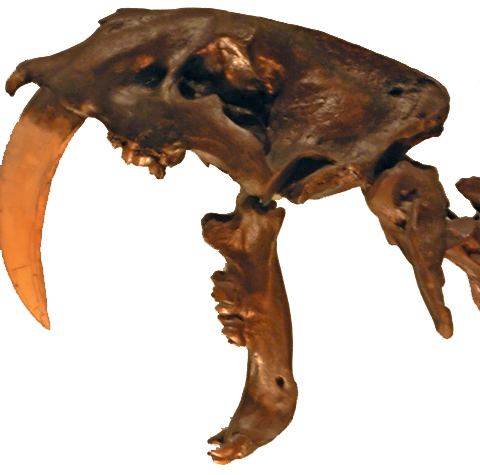
Lebka šavlozubého tygra druhu Smilodon fatalis.

Podčeleď Machairodontinae se dělí na čtyři triby a množství rodů:
Tribus Homotherini
- Amphimachairodus: pozdní miocén; Evropa, Afrika, Asie, Severní Amerika[8]
- Homotherium: časný pliocén až pozdní pleistocén; Eurasie, Afrika a Amerika[9]
- Lokotunjailurus: pozdní miocén; Afrika[10]
- Nimravides: střední a pozdní miocén; Severní Amerika[11]
- Xenosmilus: časný pleistocén; Severní Amerika[12]

Tribus Machairodontini
- Hemimachairodus: pleistocén; Jáva
- Machairodus: miocén; Eurasie, Afrika a Severní Amerika
- Miomachairodus: střední miocén; Severní Afrika, Turecko

Tribus Metailurini
- Adelphailurus: miocén, Severní Amerika
- Dinofelis: pliocén až pleistocén; Evropa, Afrika, Asie, Severní Amerika
- Metailurus: miocén až střední pleistocén; Evropa, Afrika, Asie, Severní Amerika
- Pontosmilus
- Stenailurus
- Yoshi: miocén; Eurasie

Tribus Smilodontini
- Megantereon: časný pliocén až střední pleistocén; Evropa, Asie, Afrika, Severní Amerika
- Paramachairodus: střední až pozdní miocén; Evropa a Asie[13]
- Promegantereon: miocén; Evropa
- Rhizosmilodon: začátek pliocénu; Severní Amerika
- Smilodon: pozdní pliocén až konec pleistocénu, Amerika

## Vývoj
Předek smilodona Machairodus sám vznikl z proailuria. Podle fosilních nálezů může být Smilodon zařazen mezi kočkovité šelmy, ale do jiné vývojové větve. Zahrnuje druhy velikosti rysa a tygra, většinou robustněji stavěné a při stejné velikosti těžší než současné velké kočky. Smilodon se svými až 400 kilogramy byl mezi těmito druhy největší. Tyto kočky se vyvinuly v různých částech světa nezávisle na sobě. Vyskytovaly se v Evropě, Asii, Africe a Severní Americe v rozmezí přibližně před 13–2 milióny let. Kostry především mladých jedinců smilodona byly nalezeny v Kalifornii, poblíž Los Angeles v asfaltovém jezírku Rancha La Brea. Tyto kočky postupně mizely od období pleistocénu před 1,8–1 milionem let z Ameriky a v Eurasie. Ojediněle se vyskytovaly ještě před 13 000–10 000 lety. Vyhynutí velkých šavlozubých koček výrazně proměnilo podobu megafauny ve všech lokalitách jejich předchozího výskytu.
Na území současné severní Číny se v období pleistocénu vyskytovala také "trpasličí" forma šavlozubé kočky, která byla v roce 2022 formálně popsána a pojmenována Taowu liui.

## Zuby
Pro šavlozubé byly typické dlouhé, horní, ze stran zploštělé špičáky, s hranami ostrými jako nůž, na kraji lehce zoubkovanými, přičemž špičáky v dolní čelisti byly malé nebo zcela chyběly. Měli doširoka rozevíratelné čelisti a silné krční svaly. Délka špičáků naznačuje, že Smilodon dokázal tlamu doširoka rozevřít. Podle odhadu to byl úhel až 120 stupňů, dnes žijící lev dosáhne 65 stupňů. Tato fakta naznačují, že se zřejmě mohl odvážit i na kořist, která byla podstatně větší než on.

## Lov apotrava
Tyto šelmy zřejmě měly odlišnou techniku lovu kořisti než dnešní kočkovité šelmy. Ty loví tak, že dlouhým skokem skočí kořisti na šíji a ostrými drápy se na ní pevně zachytí. Kořisti zaryjí zuby do šíje a pootočením hlavy jí zlámou vaz.
Nejprve se vědci domnívali, že Smilodon zasahoval kořist hlubokými bodnými ranami na měkké části krku a následným porušením artérií a uzavřením dýchacích cest zvíře usmrtil.

Podle dnešních nálezů se ale usuzuje, že Smilodon byl mrchožrout. Silné zakřivení špičáků svědčí o tom, že zvíře nemohlo zasáhnout kořist hlubokými bodnými ranami, jenom ji těmito zuby rozpáralo nebo rozřízlo. Navíc šavlozubí nebyli vybaveni pro rychlý běh. Fosilní nálezy kostry dokazují, že měli poměrně krátké nohy a přitom robustní tělesnou stavbu, což nejsou nijak příznivé podmínky k rychlému běhu a k pronásledování kořisti. Podle dochovaných exemplářů se zahojenými zlomeninami lze usuzovat, že Smilodon zřejmě žil a lovil v rodinných skupinách. Jejich hlavní kořistí mohli být velcí tlustokožci, jejichž vymizení může souviset s vyhynutím Machairodontů.
Podle jedné studie z roku 2008 byly některé velké šavlozubé kočky společenské a žily stejně jako dnešní lvi ve smečkách.